# Derry John Murkin
Derry John Murkin (Colchester, 27 juli 1999) is een Engels voetballer die doorgaans als linksachter speelt. Hij staat onder contract bij FC Utrecht.

## Loopbaan
Murkin, geboren in het Engelse plaatsje Colchester, kwam op vierjarige leeftijd met zijn ouders naar Nederland en groeide daar op in Zaandijk. Murkin kwam in de jeugd uit voor ZVV Zaandijk, KFC, VPV Purmersteijn, Fortuna Wormerveer en FC Volendam. Hij stroomde in 2019 door vanuit de jeugdopleiding van FC Volendam. Vanwege het vertrek van Gijs Smal naar FC Twente besloot trainer Wim Jonk om Murkin voor het seizoen 2020/21 om te scholen van flankaanvaller tot linksachter. Dit bleek een succes en de Engelsman kwam dat seizoen zelfs tot zes doelpunten en acht assist in 30 wedstrijden. Hij werd aan het einde van het seizoen door de supporters van FC Volendam verkozen tot talent van het jaar. In 2022 promoveerde Murkin met FC Volendam naar de Eredivisie. Hij kwam dat seizoen echter niet tot speelminuten in de competitie door een langdurige blessure. 
Aan het begin van het Eredivisieseizoen 2022/23 keerde hij weer terug als vaste linksback. In de openingswedstrijd tegen FC Groningen (2-2) gaf Murkin de assist op Daryl van Mieghem, die het eerste Eredivisie-doelpunt voor Volendam maakte sinds 13 jaar. Murkin sloot het seizoen af als verdediger met de meeste speelminuten en wist zich met FC Volendam te handhaven in de Eredivisie. Na een sterk eerste seizoen in de Eredivisie verdiende Murkin medio 2023 een transfer naar Duitse tweedeklasser FC Schalke 04.
Hij maakte zijn debuut voor Die Königsblauen op 2 september 2023 in een competitiewedstrijd tegen SV Wehen Wiesbaden, waar hij Sōichirō Kōzuki in de rust verving en negen minuten later zijn eerste assist gaf in een 1-1 gelijkspel. Op 16 september 2023 scoorde hij zijn eerste doelpunt voor de club, waarmee hij de stand gelijk trok naar 2-2, en zijn team uiteindelijk hielp aan een 4-3 thuisoverwinning tegen 1. FC Magdeburg. Hij speelde in twee jaar tijd uiteindelijk 54 wedstrijden in de 2. Bundesliga en drie in de DFB-Pokal voor Schalke 04.
Op 27 mei 2025 tekende Murkin een contract tot medio 2029 bij FC Utrecht.

## Erelijst
| Derde divisie Zondag | 1 | 2018/19 |

1 Hoffmann ·
2 Sánchez ·
4 Noode ·
5 Murkin ·
6 Schallenberg ·
7 Seguin ·
8 Younes ·
9 Sylla ·
11 Lasme ·
14 Bachmann ·
15 Højlund ·
16 Zalazar ·
17 Gantenbein ·
18 Antwi-Adjei ·
19 Karaman  ·
21 Wasinski ·
22 Cissé ·
23 Aydın ·
24 Hamache ·
26 Kalas ·
27 Tempelmann ·
28 Heekeren ·
29 Mohr ·
30 Donkor ·
31 Bulut ·
34 Langer ·
35 Kamiński ·
37 Grüger ·
Coach: Van Wonderen
· Assistent-coach: Balette
· Assistent-coach: Molenaar
· Assistent-coach: Sam